# Fisher Folks
Fisher Folks é um filme mudo norte-americano de 1911 em curta-metragem, do gênero drama, dirigido por D. W. Griffith. O filme foi o primeiro dos cinco roteiros que Harriet Quimby escreveu para Griffith.

## Elenco
- Wilfred Lucas ... Steve Hardester
- Linda Arvidson ... Bertha
- Vivian Prescott ... Cora